# ار-کیوسکی
اَر-کیوسکی (فنلاندی: R-kioski) (که در استونی با نام R-kiosk شناخته می‌شود) زنجیره‌ای از خواربارفروشی است که بخشی از بخش رفاه ریتان از ریتان است. مجموعه فروشگاه‌های ریتان در شرق نوردیک و بالتیک شامل آر-کیوسکی در فنلاند، آر-کیوسک در استونی و لیتوانیایی: Lietuvos spauda در لیتوانی می‌شود. ۵۶۰ فروشگاه اَر-کیوسکی در سراسر فنلاند تا تاریخ ۲۰۱۷ وجود دارد. آنها طیف وسیعی از محصولات مانند کتاب، مجله، سیگار و دخانیات، غذاهای آماده، تنقلات، نوشابه و نوشیدنی‌های الکلی (در فروشگاه‌های فنلاندی تا ۸٪ درصد الکل؛ طبق قانون انحصار الکل فنلاند، نوشیدنی‌های الکلی قوی‌تر فقط می‌توانند به طور قانونی توسط الکو فروخته شوند) را می‌فروشند. فروشگاه‌های اَر-کیوسکی همچنین خدماتی مانند بازی‌های مختلف "ویک‌کاوس" بخت‌آزمایی (و در بیشتر فروشگاه‌ها، ماشین اسلات)، سیم‌کارت پیش‌پرداخت و کوپن‌های شارژ، خدمات پستی و همچنین فروش بلیط حمل و نقل عمومی ارائه می‌دهند. اکثر فروشگاه‌ها همچنین قادر به فروش بلیط‌های راه‌آهن ملی و حمل و نقل اتوبوس هستند. اکثر فروشگاه‌ها همچنین خدمات بسته‌بندی Ärräpaketti (بسته اَر) را می‌فروشند که از اَر-کیوسکی به اَر-کیوسکی تحویل داده می‌شوند.
اَر-کیوسکی در زبان عامیانه با نام فنلاندی: Ärrä، ت. «نام حرف R در فنلاندی» شناخته می‌شود. شعار شرکت فنلاندی: Nopeaa ja mukavaa on asiointi، ت. «خرید سریع و راحت»  است.
اولین اَر-کیوسکی در استونی در سال ۱۹۹۳ افتتاح شد و تا تاریخ ۲۰۱۴ تعداد ۱۰۷ مغازه در استونی وجود دارد. شرکت Reitan Convenience در سال ۲۰۱۷، درآمد معادل ۱.۶۳ میلیارد یورو را ثبت کرد. شرکت Reitan Convenience در سال‌های ۲۰۱۳ و ۲۰۱۴، روی هم رفته ۱۸ میلیون یورو در اَر-کیوسکی سرمایه‌گذاری کرد. این پول برای گسترش انتخاب محصول و همچنین کاهش قیمت مواد غذایی به سطح سایر زنجیره‌های خرده‌فروشی رقیب در همان بازار مانند آلپا، لیدل و Siwa سرمایه‌گذاری شد.

## تاریخچه

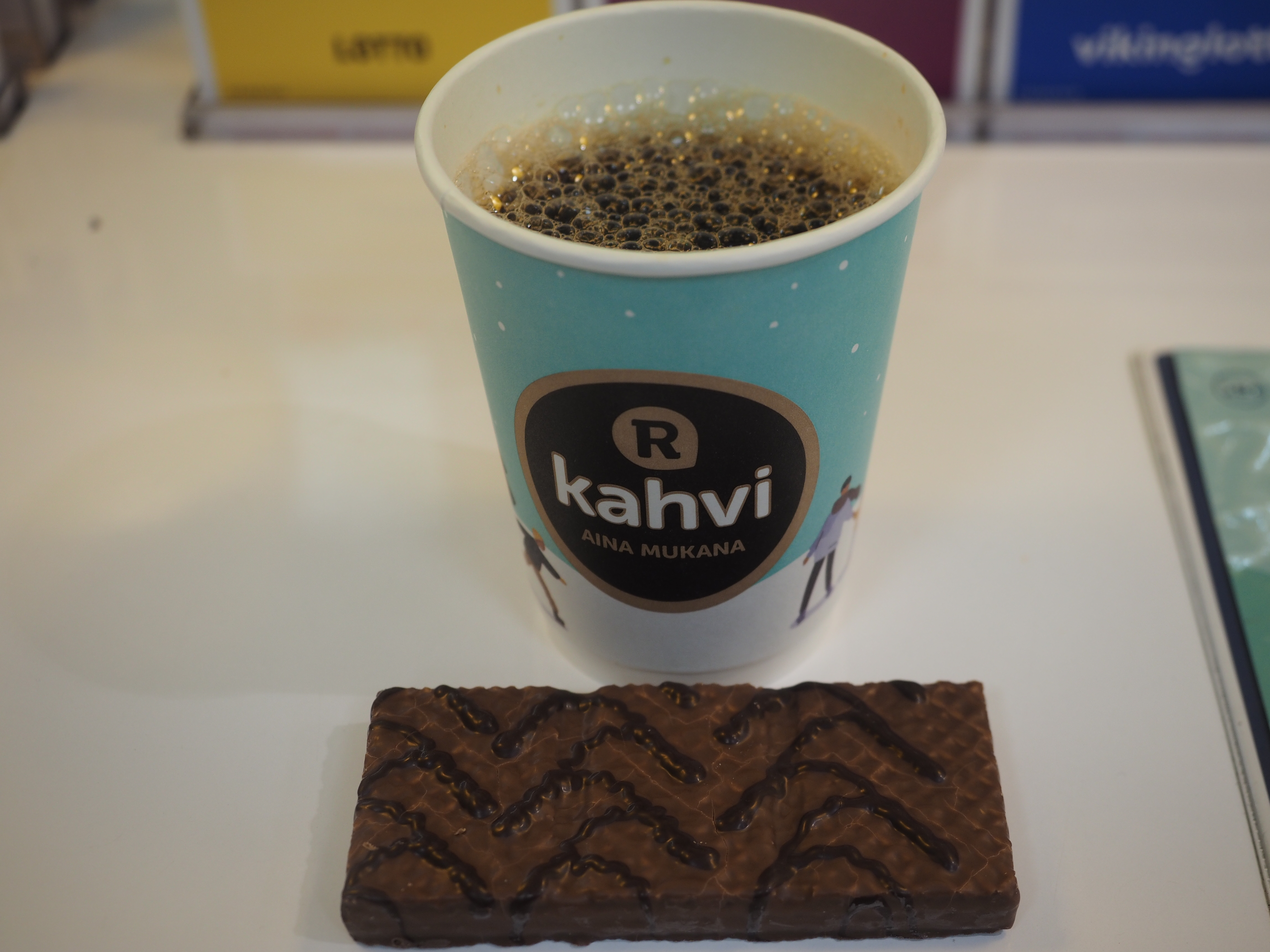
کیسمت
فنلاندی با طعم شکلات گیشا و یک فنجان قهوه در ار-کیوسکی

تاریخچه این شرکت به سال ۱۹۱۰ برمی‌گردد. این کسب و کار در ابتدا توسط چندین انتشاراتی بزرگ فنلاندی به عنوان یک دکه روزنامه فروشی برای ایستگاه‌های راه‌آهن ("راوتاکیریا" که خود کوتاه شده فنلاندی: "Rautatiekirjakauppa" به معنای "کتابفروشی راه‌آهن" بود) ایجاد شد. بعداً به سایر مکان‌ها و محصولات نیز گسترش یافت. نام ار-کیوسکی در سال ۱۹۵۸ به تصویب رسید.
در ۵ مارس ۲۰۱۲، اعلام شد که گروه ریتان، ار-کیوسکی را از سانوما با قیمت تقریبی ۱۳۰ میلیون یورو خریداری کرد. این گروه به مدت یک دهه روی این خرید کار می‌کرد، اما مذاکرات قبلی به دلیل درخواست ار-کیوسکی برای ادغام با ۵۱ درصد مالکیت، به بن‌بست رسیده بود. این خرید، گروه ریتان را به ۲۵۰۰ فروشگاه کیوسک رساند و آن را به دومین گروه بزرگ کیوسک در اروپا تبدیل کرد. این شرکت همچنین پیش از این بین سال‌های ۲۰۰۸ تا ۲۰۱۱ در رومانی فعالیت داشت، اما در آوریل ۲۰۱۱ فعالیت‌های خود را به دن واسیل، مدیرعامل رومانی ار-کیوسکی، فروخت. نام ار-کیوسکی قرار بود پس از یک دوره تنفس پس از خرید شرکت، در رومانی کنار گذاشته شود.
در اکتبر ۲۰۲۱، ار-کیوسکی اولین فروشگاه رفاه خودکار خود را با نام ار-کیوسکی گو! در مقابل پردیس ویکی دانشگاه دانشگاه هلسینکی افتتاح کرد. در ژوئن ۲۰۲۳، ار-کیوسکی دفتر مرکزی خود را به پارک تجاری آلبرگا در منطقه لپه‌وارا اسپو منتقل کرد.
شعارهای پیشین شرکت عبارتند از: فنلاندی: "Kaiken lisäksi lähellä"، ت. «برای تکمیل آن، این نزدیکی است»)، فنلاندی: "Äkkiä R-kioskille"، ت. «به سرعت به ار-کیوسکی»، فنلاندی: ""R-kioskilla kaikki käy""، ت. «ما همه چیز را در ار-کیوسکی می‌پذیریم یا همه از ار-کیوسکی بازدید می‌کنند». فنلاندی: kuin sinä haluat، ت. «ار-کیوسکی - همانطور که می خواهید».

## نگارخانه

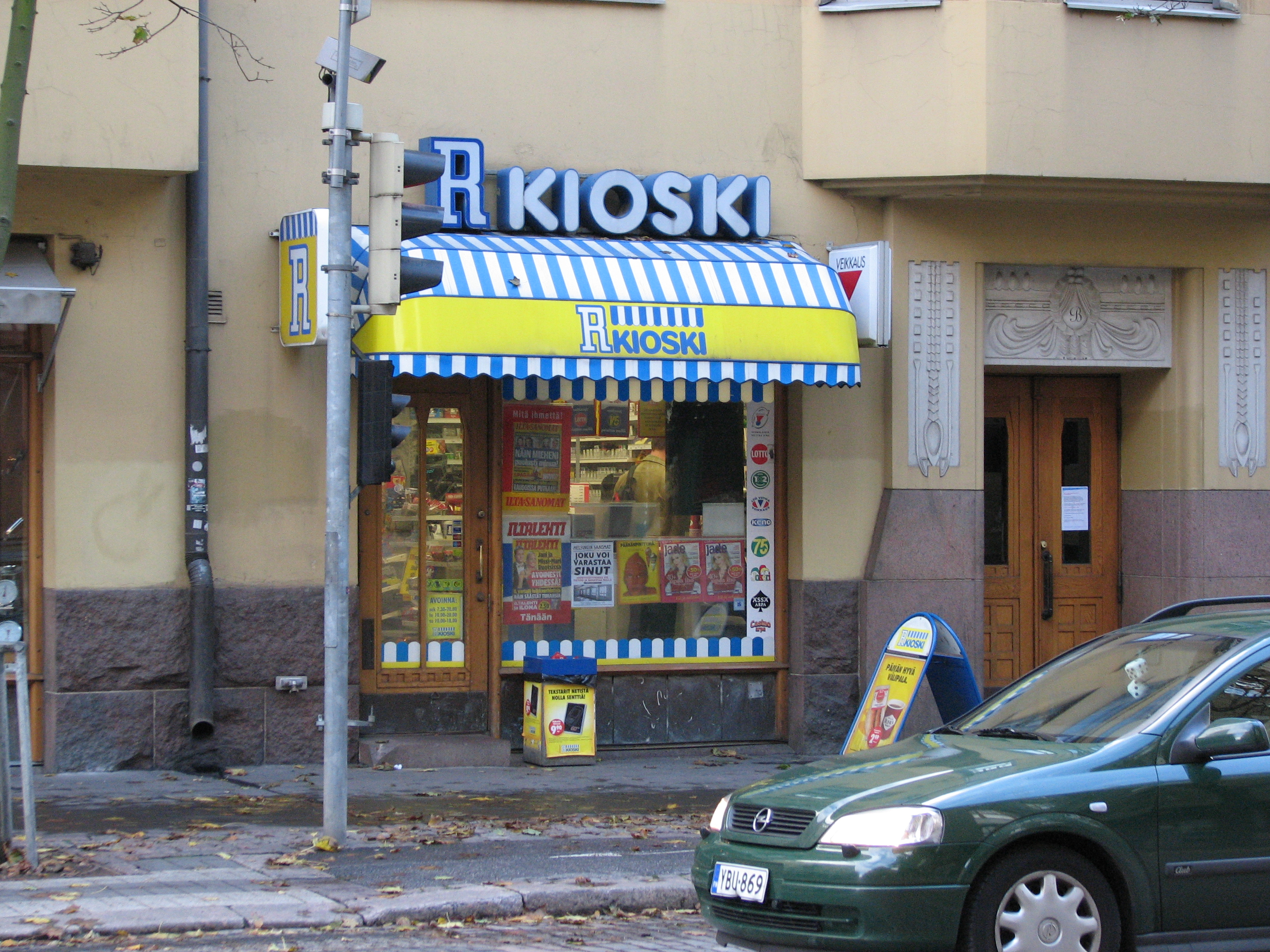
یک ار-کیوسکی در بلواری در هلسینکی با لوگوی قدیمی، ۲۰۰۶
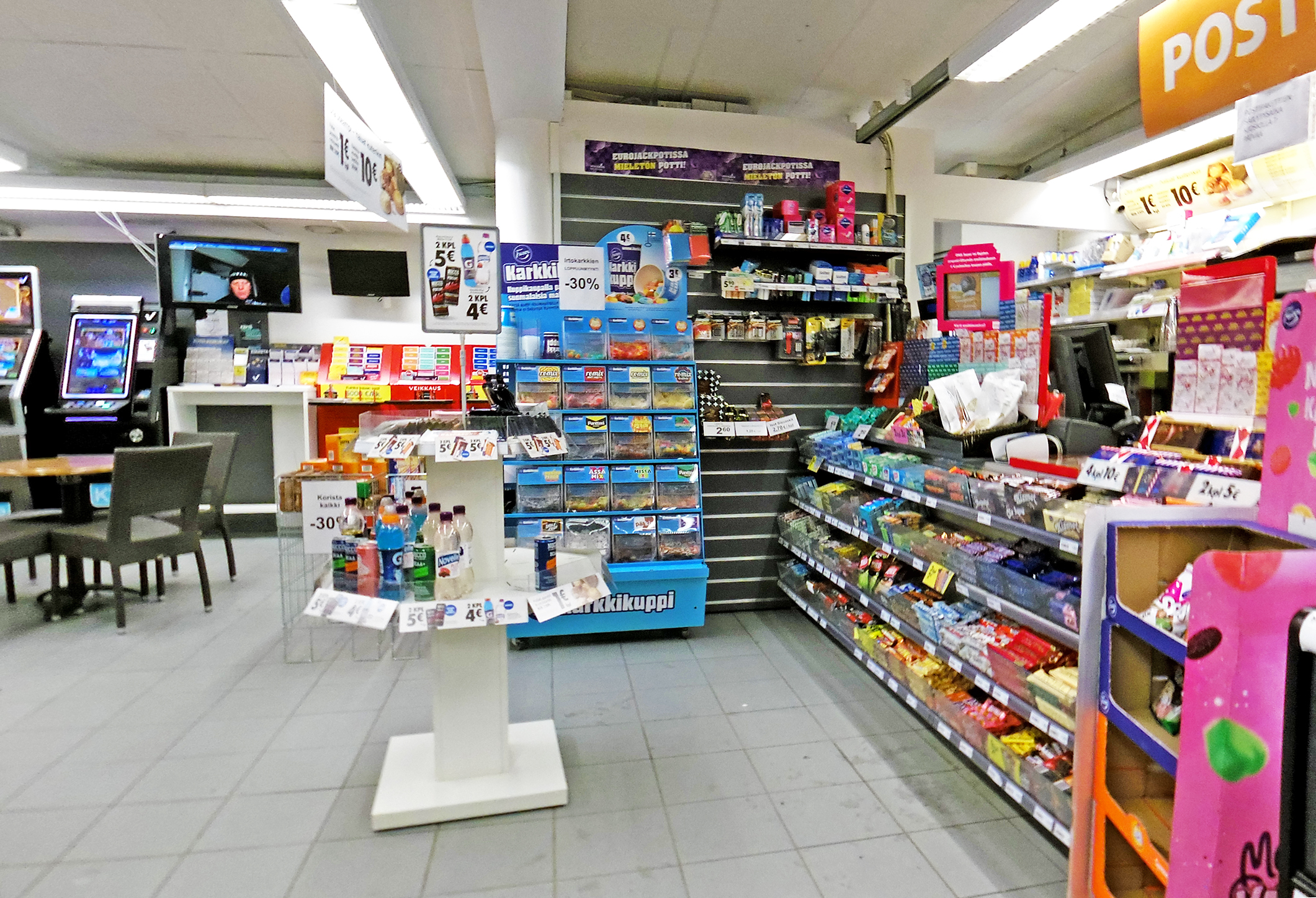
داخل یک ار-کیوسکی در یووسکوله. ویک‌کاوس، شمارنده بازی‌های بخت‌آزمایی و ماشین‌های اسلات در منتهی‌الیه سمت چپ این تصویر قرار دارند.
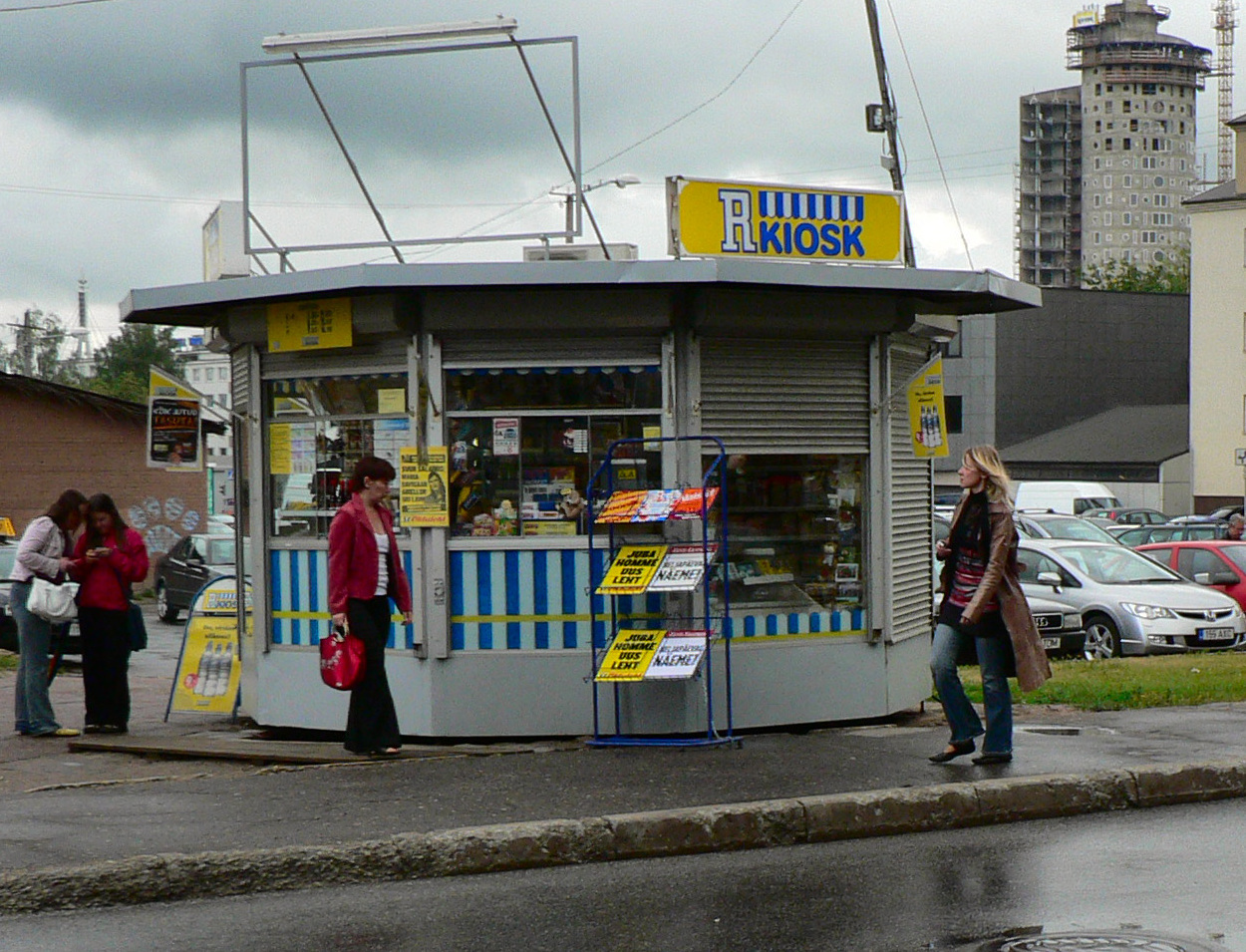
ار-کیوسک در خیابان الکساندری، تارتو، استونی، ۲۰۰۷
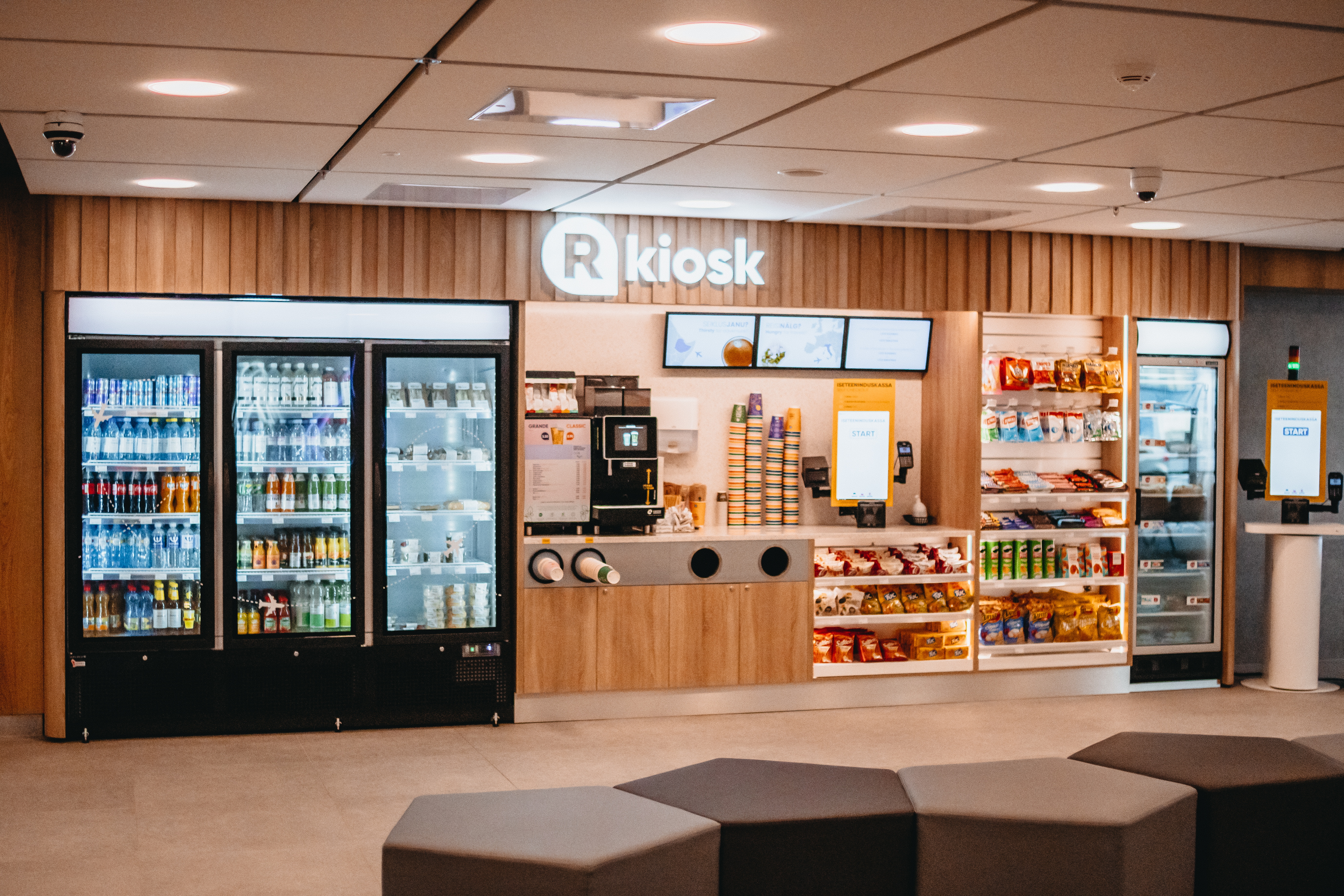
ار-کیوسک در تالین، استونی، ۲۰۲۲
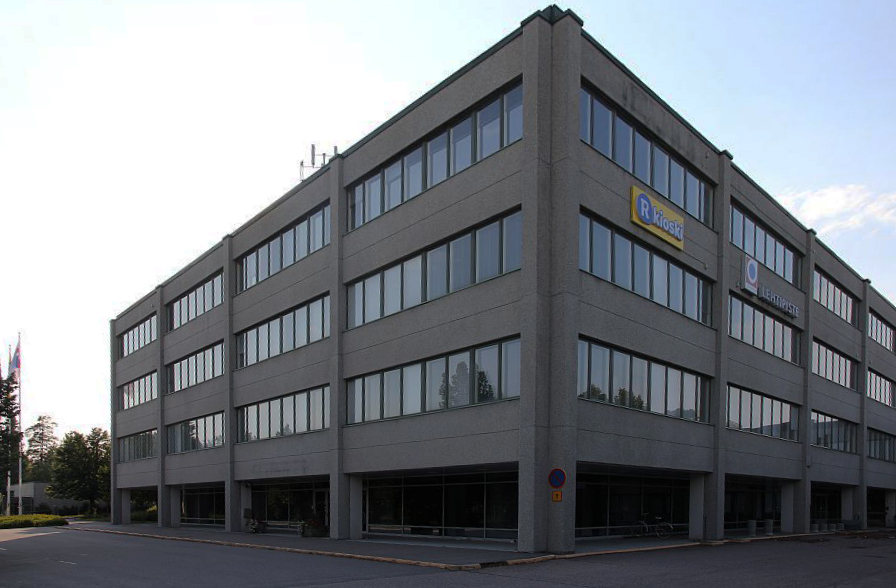
دفتر مرکزی قبلی ار-کیوسکی در وانتا در سال ۲۰۱۳
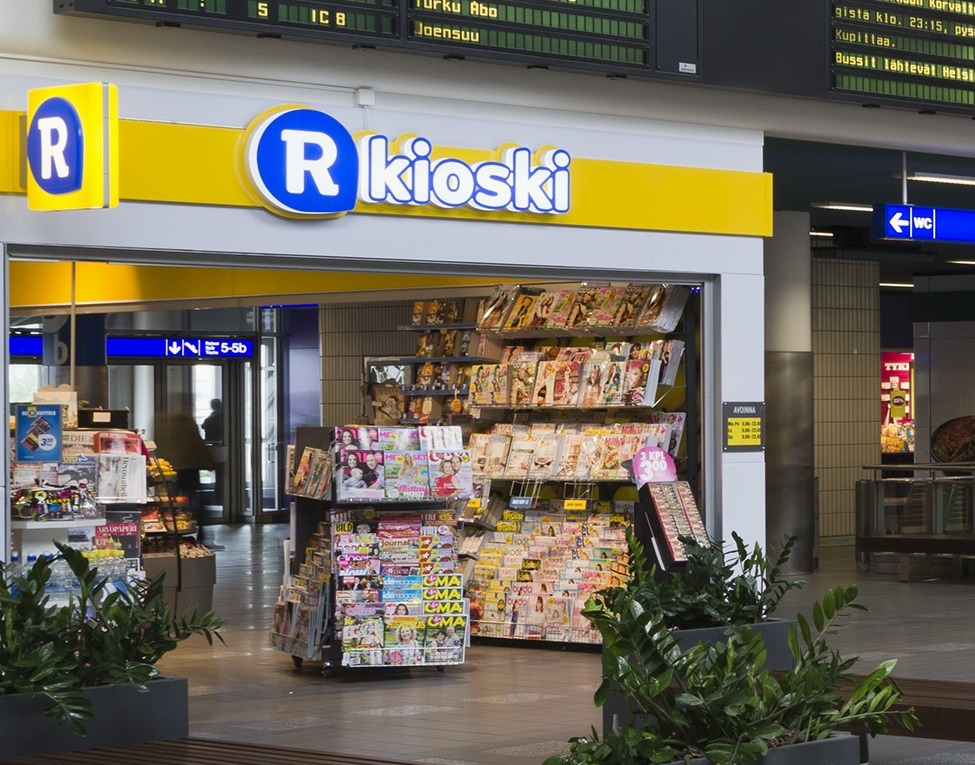
ار-کیوسکی در ایستگاه راه‌آهن پاسیلا، فنلاند، ۲۰۱۴